# Listă de licee din județul Arad
Această pagină conține o listă de licee din județul Arad.

### Colegii preuniversitare
- Colegiul Economic Arad
- Colegiul „Csiky Gergely”
- Colegiul Național „Elena Ghiba Birta” Arad
- Colegiul Național "Moise Nicoară" Arad
- Colegiul Național „Vasile Goldiș” Arad
- Colegiul Tehnic „Aurel Vlaicu” Arad
- Colegiul Tehnic de Construcții și Protecția Mediului Arad

### Educație specială și incluzivă
| Number | Nume                                     | Localitate | Mediu | Tip                | Note |
| ------ | ---------------------------------------- | ---------- | ----- | ------------------ | ---- |
| 1      | Centrul Școlar pentru Educație Incluzivă | Arad       | Urban | Educație incluzivă |      |
| 2      | Liceul Pedagogic „Dimitrie Țichindeal”   | Arad       | Urban | Școala normală     |      |
| 3      | Liceul Special „Sfânta Maria”            | Arad       | Urban | Școală specială    |      |

### Licee teoretice și tehnologice
| Number | Nume                                                  | Localitate | Mediu | Tip        | Note          |
| ------ | ----------------------------------------------------- | ---------- | ----- | ---------- | ------------- |
| 1      | Liceul Teoretic „Adam Müller-Guttenbrunn”             | Arad       | Urban | Teoretic   | Liceul German |
| 2      | Liceul Teoretic „Gheorghe Lazăr”                      | Pecica     | Urban | Teoretic   |               |
| 3      | Liceul Teoretic „Jozef Gregor Tajovský”               | Nădlac     | Urban | Teoretic   |               |
| 4      | Liceul Teoretic Cermei                                | Cermei     | Rural | Teoretic   |               |
| 5      | Liceul „Ion Buteanu”                                  | Gurahonț   | Rural | Tehnologic |               |
| 6      | Liceul „Mihai Viteazul”                               | Ineu       | Urban | Tehnologic |               |
| 7      | Liceul „Sever Bocu”                                   | Lipova     | Urban | Agricol    |               |
| 8      | Liceul „Atanasie Marinescu”                           | Lipova     | Urban | Tehnologic |               |
| 9      | Liceul Tehnologic „Francisc Neumann”                  | Arad       | Urban | Tehnologic |               |
| 10     | Liceul Tehnologic „Ion Creangă”                       | Curtici    | Urban | Tehnologic |               |
| 11     | Liceul Tehnologic „Iuliu Maniu”                       | Arad       | Urban | Tehnologic |               |
| 12     | Liceul Tehnologic „Iuliu Moldovan”                    | Arad       | Urban | Tehnologic |               |
| 13     | Liceul Tehnologic „Moga Voievod”                      | Hălmagiu   | Rural | Tehnologic |               |
| 14     | Liceul Tehnologic „Sava Brancovici”                   | Ineu       | Urban | Tehnologic |               |
| 15     | Liceul Tehnologic „Vasile Juncu”                      | Miniș      | Rural | Tehnologic |               |
| 16     | Liceul Tehnologic de Electronică și Automatizări      | Arad       | Urban | Tehnologic |               |
| 17     | Liceul Tehnologic de Industrie Alimentară             | Arad       | Urban | Tehnologic |               |
| 18     | Liceul Tehnologic de Transporturi Auto „Henri Coandă” | Arad       | Urban | Tehnologic |               |
| 19     | Liceul Tehnologic Beliu                               | Beliu      | Rural | Tehnologic |               |
| 20     | Liceul Tehnologic Sântana                             | Sântana    | Urban | Tehnologic |               |
| 21     | Liceul Tehnologic Săvârșin                            | Săvârșin   | Rural | Tehnologic |               |
| 22     | Liceul Tehnologic Vinga                               | Vinga      | Rural | Tehnologic |               |
| 23     | Liceul UCECOM „Spiru Haret”                           | Arad       | Urban | Tehnologic |               |

### Licee vocaționale
| Number | Nume                                   | Localitate | Mediu | Tip                      | Note |
| ------ | -------------------------------------- | ---------- | ----- | ------------------------ | ---- |
| 1      | Liceul Pedagogic „Dimitrie Țichindeal” | Arad       | Urban | Pedagogic                |      |
| 2      | Liceul de Artă „Sabin Drăgoi”          | Arad       | Urban | Artă                     |      |
| 3      | Liceul cu Program Sportiv              | Arad       | Urban | Educație fizică și sport |      |
| 4      | Liceul Teologic Baptist Alexa Popovici | Arad       | Urban | Teologie baptistă        |      |
| 5      | Liceul Teologic Penticostal            | Arad       | Urban | Teologie penticostală    |      |
| 6      | Seminarul Teologic Ortodox             | Arad       | Urban | Teologie ortodoxă        |      |

### Licee particulare și școli postliceale
| Number | Nume                                                  | Localitate | Mediu | Tip                    | Note |
| ------ | ----------------------------------------------------- | ---------- | ----- | ---------------------- | ---- |
| 1      | Colegiul Particular „Vasile Goldiș”                   | Arad       | Urban | Economic-administrativ |      |
| 2      | Școala Postliceală „F.E.G - Fundația Ecologică Green” | Arad       | Urban | Școală postliceală     |      |
| 3      | Școala Postliceală Sanitară                           | Arad       | Urban | Școală postliceală     |      |